# Gospodarka przestrzenna
Gospodarka przestrzenna – całokształt działań biernych i czynnych dotyczących podmiotów i przedmiotów związanych z organizacją użytkowania przestrzeni. Celem gospodarki przestrzennej jest zarówno ochrona określonych wartości przestrzeni, jak i racjonalne kształtowanie przestrzeni przez stymulowanie procesów gospodarczych. Działania ochronne obejmują dążenie do zachowania równowagi pomiędzy elementami naturalnymi środowiska, a wytworami działalności ludzkiej. Natomiast kształtowanie przestrzeni to działanie przekształceniowe związane z nowymi kierunkami rozwoju społeczno-gospodarczego.
Na gospodarkę przestrzenną składają się następujące rodzaje działalności:
- koordynacyjno-regulacyjna – pełniona przez administrację rządową lub samorządową polegająca na podejmowaniu decyzji przestrzennych w sprawach przeznaczenia i sposobu zagospodarowania gruntów na podstawie ustaleń planów miejscowych lub przy ich braku – na podstawie przepisów ogólnych;
- inwestycyjna – prowadzona przez podmioty gospodarcze państwowe, samorządowe i prywatne w myśl ich własnych celów i zadań;
- kontrolna – prowadzona w trybie nadzoru przez administrację rządową (wojewódzką lub resortową) z punktu widzenia zgodności z prawem.

W ramach gospodarki przestrzennej wyróżnia się:
- gospodarkę gruntami – przestrzenią zurbanizowaną, zabudowaną;
- gospodarkę ziemią – przestrzenią rolną, leśną, wiejską.

Formy gospodarki przestrzennej:
- polityka przestrzenna
- planowanie przestrzenne
- ochrona przestrzeni
- zarządzanie przestrzenią
- dysponowanie przestrzenią

Od początku lat 90. w Polsce funkcjonuje kierunek studiów: gospodarka przestrzenna. Przygotowuje on do zawodów związanych z administracją regionalną i instytucjami samorządowymi (planiści, urbaniści, specjaliści do spraw gospodarki gruntami, rozwoju regionalnego). Kształci także przyszłych zarządców nieruchomościami, rzeczoznawców majątkowych oraz pośredników w obrocie nieruchomościami.